# VectorCell
Vector Cell ou Victorcell est un studio français de développement de jeux vidéo créé en 2005 par Paul Cuisset, cofondateur de Delphine Software. 

## Histoire
La société est placée en liquidation judiciaire en décembre 2013,.

## Jeux développés
| Date de sortie | Titres       | Genre           | Plates-formes               |
| -------------- | ------------ | --------------- | --------------------------- |
| 2012           | Amy          | Survival horror | PlayStation 3, Xbox 360     |
| 2013           | Flashback HD | Plateforme      | Xbox 360, PlayStation 3, PC |